# Вложенная полимеразная цепная реакция

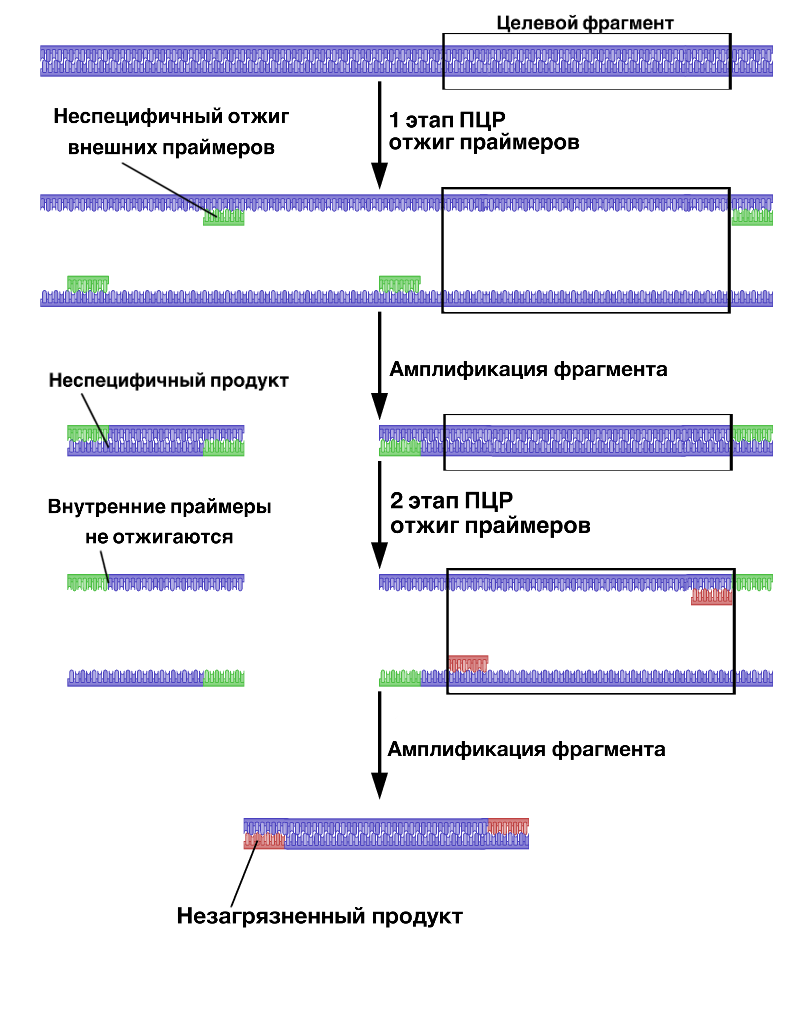
Схема вложенной ПЦР

Вложенная полимеразная цепная реакция (англ. nested PCR — «вложенная» ПЦР) — двухстадийная вариация ПЦР, используемая для снижения количества неспецифичных продуктов реакции. На первой стадии амплифицируется участок, включающий в себя целевой фрагмент ДНК и фланкирующие его последовательности (то есть расположенные по краям фрагмента), к которым отжигается первая пара праймеров. На второй стадии добавляются праймеры, комплементарные концам целевого фрагмента. Так как продукт первого этапа содержит в себе целевой фрагмент (то есть конечный продукт внутри продукта первой стадии), данная вариация ПЦР называется вложенной.

## Полимеразная цепная реакция
Полимеразная цепная реакция (ПЦР) — это процесс амплификации ДНК с использованием фермента ДНК-зависимой ДНК-полимеразы. Такая реакция нашла широкое применение в генетических лабораториях для выявления наличия в образцах определённого участка ДНК или РНК (во втором случае необходимо предварительно перевести РНК в ДНК реакцией обратной транскрипции). Также ПЦР используется в генной инженерии для получения необходимого фрагмента и его дальнейшего использования в клонировании, in vitro транскрипции и других целях. Важным этапом подготовки реакции является выбор праймеров, отжигаемых на концах целевого фрагмента. Нередко при этом праймеры отжигаются и на другие участки ДНК, приводя к смеси продуктов. Вероятность такого произойти возрастает с увеличением количества циклов ПЦР.

## Праймеры
Во вложенной ПЦР используются две пары праймеров, добавляемые на двух последовательных этапах реакции. Первая пара называется внешней и служит для начальной амплификации участка, включающего в себя целевой фрагмент ДНК, при этом на данном этапе используется небольшое число температурных циклов (от 15 до 30). Вторая пара, называемая внутренней, отжигается на продукт первой и используется на втором этапе ПЦР с большим числом температурных циклов. Так как после первой стадии количество ДНК, содержащей целевой фрагмент, экспоненциально возрастает, а праймеры, используемые на каждом этапе, комплементарны разным последовательностям вокруг целевого участка ДНК, итоговая специфичность реакции увеличивается. Такой подход часто используется для получения редких фрагментов или участков низкой сложности (например, GC-богатых последовательностей).

## Этапы реакции и протокол
Протокол проведения вложенной ПЦР был впервые описан в 1993 году Kamolvarin и коллегами для диагностики бешенства. С тех пор последовательность действий сохранилась практически без изменений. Ниже описан оригинальный протокол из статьи.

#### Первый этап
После выделения РНК была проведена обратная транскрипция с использованием 50 пкмоль каждого из пары внешних праймеров для 1 мкг материала. После смесь, содержащая РНК/кДНК-гибрид и праймеры, была доведена до 50 мкл с помощью ПЦР буфера, содержащего 1,25 ед. Taq-ДНК-полимеразы и 62,5 мкмоль/л дДНФ (дезоксирибонуклеозидтрифосфат). На смесь наслоили сверху 50 мкл минерального масла и провели 30 циклов ПЦР (94 °С, 1 мин (плавление); 45 °С, 2 мин (отжиг); 72°С, 2,5 мин (элонгация)).
На первом этапе внешняя пара праймеров, комплементарная участкам вокруг целевого фрагмента ДНК, используется для амплификации данного фрагмента. Помимо целевого участка праймеры также могут отжечься и на другие участки. Итоговая смесь продуктов первого этапа включает в себя как целевую ДНК, так и примеси.

#### Второй этап
Для проведения второго этапа вложенной ПЦР отобрали аликвоту в 2 мкл из первой смеси и добавили к 23 мкл смеси, содержащей по 20 пкмоль внутренних праймеров, комплементарных участкам самого целевого фрагмента, 25 ммоль/л дДНФ и 1 ед Taq ДНК полимеразы. Провели 30 циклов амплификации с той же программой, что и в первом этапе.
При этом вероятность отжига праймеров на другие продукты первого этапа крайне низка и в большинстве случаев амплифицируется лишь целевой фрагмент ДНК.

## Примеры использования
Вложенная ПЦР широко используется в задачах, требующих высокой специфичности, как-то: тест-системы, работа с малыми количествами материала, очистка образцов ДНК для их дальнейшего анализа и использования.
Конкретные случаи применения вложенной ПЦР:
- детекции паразита Erwinia amylovora в бессимптомных клетках растений[8] или Pilidiella granati в плодах граната[9]
- детекции норовируса 1 геногруппы в устрицах[10] или трихомонад в лёгких человека[11]
- детектирования человеческого Т-клеточного лимфотрофного вируса I/II типа[6]
- создания высокочувствительной тест-системы для диагностики туберкулёзного менингита[5]
- приготовления библиотек Т-клеток для высокопроизводительного секвенирования[7]